# Đường Yên
Đường Yên (sinh ngày 6 tháng 12 năm 1983) là một nữ diễn viên kiêm ca sĩ người Trung Quốc.

## Tiểu sử
Đường Yên sinh ra tại Nam Thị (sau này là Phố Đông Quận mới và khu Hoàng Phố), Thượng Hải trong gia đình giáo dục con cái rất nghiêm khắc, cha cô là nhân viên hành chính còn mẹ làm nhân viên văn phòng cho người nước ngoài.
Sau khi tốt nghiệp trung học, cô theo học Trường Nghề Kĩ thuật Thương mại Thượng Hải (sau này sáp nhập vào Trường Thương mại và Du lịch Thượng Hải) ngành hàng không để trở thành tiếp viên hàng không. Tuy nhiên, do gặp phải vấn đề sức khỏe nên cô không đủ điều kiện vào học khóa đào tạo của Shanghai Airlines .
Mùa hè năm 2001, để giải tỏa tâm trạng và thư giãn mà Đường Yên đã tình cờ đăng ký tham dự cuộc thi người đẹp quốc gia "Ngôi sao thế kỉ Thư Lôi" lần thứ 3 và bất ngờ đăng quang ngôi vị Á hậu trong đêm chung kết tại sân vận động Thượng Hải . Cuộc thi đã làm thay đổi ước mơ của Đường Yên, sang năm 2002 khi gần tốt nghiệp trường Du lịch Thượng Hải, cô được nhận vào khoa Biểu diễn của Học viện Hí Kịch Trung Quốc.

## Sự nghiệp

### Lần đầu ra mắt
Năm 2004, khi còn là sinh viên năm nhất, Đường Yên đã được đạo diễn Trương Nghệ Mưu chọn là một trong số 14 thiên thần cho Olympic. Sau gần 2 tháng đào tạo vất vả, cô trở thành người đại diện cho Trung Quốc sang Athens, Hy Lạp vào ngày 29 tháng 8 tham dự lễ bế mạc "Trung Quốc 8 phút" chuẩn bị cho Thế vận hội Olympic lần thứ 28, mang ca khúc đậm chất nhạc cụ truyền thống Trung Hoa "Hoa Nhài" đến với bạn bè khắp thế giới  Trở về nước, trong tháng 9 năm đó, Đường Yên chính thức ra mắt bằng việc tham gia bộ phim truyền hình đầu tay có tựa đề "Phong Mãn Lâu" . Không lâu sau, cô và đạo diễn Hồng Kông Vương Tinh của công ty quản lý Star Taste đã cùng ký hợp đồng.
Tháng 10 năm 2006, Đường Yên được mời tham dự Liên hoan Phim Quốc tế Busan lần thứ 11 tại Hàn Quốc và được tạp chí điện ảnh Variety của Mỹ vinh danh là "Ngôi sao của châu Á". Cuối năm, cô tham dự chương trình tuyển chọn "Tìm kiếm cô gái mùa xuân" của Đài truyền hình Bắc Kinh. Chung cuộc vào ngày 17 tháng 1 năm 2007, cô hội đủ điều kiện lọt vào top 3 người đứng đầu để trở thành người dẫn chương trình cho Lễ hội mùa xuân của Truyền hình Bắc Kinh năm 2007.

### Gia nhập Cam Thiên và nổi tiếng
Tháng 3 năm 2007, Star Taste và Tập đoàn Giải trí Cam Thiên hợp nhất, chính thức đổi thành "Công ty Trách nhiệm hữu hạn Văn hóa Cam Thiên Thập Cửu Kinh Kỉ, từ đó Đường Yên chính thức gia nhập Công ty Cam Thiên. Kể từ đây, cô trở thành tân binh mới được chào đón của Cam Thiên và Vương Tinh, tham gia phim truyền hình "Tinh Công Chúa" và giành được nhiều sự quan tâm, đóng phim "Thần Thương Thủ Đinh Trí Đa Tinh", "Trò chơi nguy hiểm" và nhiều phim khác. Cùng với việc tham gia diễn xuất nhân vật giả tưởng Lục Tuyết Kì trong MV của các ca khúc "Tru Tiên, tôi đã quay lại" và "Tru Tiên Tình Yêu" của Nhậm Hiền Tề cũng giúp cô khẳng định mình . Tháng 10 năm 2006, Đường Yên sang Hàn Quốc tham dự Liên hoan Phim Quốc tế Busan và đã đại diện cho Công ty Cam Thiên và Công ty quản lý Namoo Actors của Hàn Quốc ký kết hợp đồng biểu diễn nghệ thuật .
Tháng 3 năm 2008, cô tham gia phim điện ảnh Phong Vân 2 vai Vu Sở Sở. Năm 2009, cô vào vai Tử Huyên trong Tiên kiếm kỳ hiệp 3 và trở nên nổi tiếng, hình tượng đẹp được khẳng định . Ngoài ra với việc phát hành đĩa đơn có tựa đề "Tôi minh bạch" và phim Phong Vân ra mắt đã đưa tên tuổi Đường Yên thành ngôi sao của năm.
Trong hai năm sau, Đường Yên còn đóng vai chính trong "Panda", "Ba thiên kim nhà họ Hạ", "Đánh thức tình yêu" và còn nhiều phim tình cảm lấy bối cảnh đô thị nổi tiếng khác.

### Độc lập
Tháng 5 năm 2012, hợp đồng giữa Đường Yên và Cam Thiên hết hạn, hai tháng sau cô chính thức lập công ty quản lý của riêng mình . Cùng năm cô thủ vai chính trong phim "Hành trình theo đuổi tình yêu" do công ty của chính cô nỗ lực sản xuất .

## Đời tư
Ngày 6 tháng 12 năm 2016, đúng sinh nhật lần thứ 33 tuổi của Đường Yên, La Tấn đăng weibo chúc mừng sinh nhật bạn gái của mình là Đường Yên. Cả 2 chính thức công khai hẹn hò.
Ngày 28 tháng 10 năm 2018, Đường Yên và La Tấn chính thức về chung một nhà bằng một  đám cưới thế kỷ được tổ chức tại cung điện Belvedere, Vienna-Áo.
Ngày 2 tháng 8 năm 2020, tại event Tencent Đường Yên thông báo đã sinh con gái đầu lòng vào đầu năm 2020, tên ở nhà gọi là tiểu Đường Đường.

## Danh sách phim

### Phim truyền hình
| Năm  | Tựa đề                          | Vai             | Đóng Cặp                       | Ghi Chú          |
| ---- | ------------------------------- | --------------- | ------------------------------ | ---------------- |
| 2007 | Ly biệt cũng là yêu thương      | Hồ Yến          | Tiết Hạo Văn                   |                  |
| 2007 | Xạ thủ và Trí Đa Tinh           | Đỗ Tiểu Vũ      |                                |                  |
| 2007 | Bổng tử lão hổ kê               | Đường Đường     |                                |                  |
| 2008 | Giá trang                       | Trân Châu       | Vương Tử Văn                   | Phát sóng online |
| 2009 | Truy tìm Thành Long             | Nữ hiệp         | Khách mời                      |                  |
| 2009 | Sinh tử cứu trợ                 | Ứng Giai        |                                |                  |
| 2009 | Mộng ảo Tru Tiên                | Hoa Lộng Ảnh    |                                | Phim ngắn        |
| 2009 | Phong Vân 2                     | Vu Sở Sở        |                                |                  |
| 2011 | Bảo lưu                         | Đường Đường     |                                |                  |
| 2011 | Đông Thành tây tựu              | A Xảo           |                                | Khách mời        |
| 2012 | Hành trình theo đuổi tình yêu   | Lý Huệ          | Dương Hựu Ninh                 | Phim ngắn        |
| 2014 | Lộ thủy hồng nhan               | Minh Chân       |                                | Khách mời        |
| 2015 | Ma Thổi Đèn: Chín tầng tháp quỷ | Tào Duy Duy     |                                |                  |
| 2016 | Đối tác Thương học viện         | Cố Xảo Âm       |                                |                  |
| 2016 | Thợ Săn tiền thưởng             | CAT - Lăng Tâm  | Lee Min Ho                     |                  |
| 2016 | Đại thoại Tây Du 3              | Tử Hà Tiên Tử   | Hàn Canh                       |                  |
| 2017 | Quyết chiến thực thần           | Hải Đàm         | Tạ Đình Phong                  |                  |
| 2018 | Âu châu công lược               | Vương Triều Anh | Lương Triều Vỹ - Ngô Diệc Phàm |                  |
|      | Tam Thể                         | Thân Ngọc Phi   |                                |                  |

| Năm  | Tên     | Vai    | Ghi Chú |
| ---- | ------- | ------ | ------- |
| 2006 | Sơn uớt | Tô San |         |

| Năm  | Tên                | Album                                     |                                                        |                             |                                           |
| 2009 | Em đã hiểu         | Đĩa đơn cá nhân đầu tiên                  | Ost Đánh Thức Tình Yêu                                 |                             |                                           |
| 2010 | Ma lực tình yêu    | Siêu nhân gấu trúc OST                    |                                                        |                             |                                           |
| 2012 | Thương nhớ một đời | Loạn thế giai nhân OST                    | Cùng Với La Tấn                                        | Hello tomorrow (明天,你好!) | Hành Trình Theo Đuổi Tình Yêu (Phim ngắn) |
| 2012 | 2013               | Bảo vệ ánh mặt trời                       | Nữ đặc công X OST                                      |                             |                                           |
| 2014 | Vạn dặm tìm chàng  | Bài hát chủ đề game “Chinh phục bầu trời" |                                                        |                             |                                           |
| 2014 | Vũ kế              | Nữ nhân văn phòng OST                     |                                                        |                             |                                           |
| 2015 | Đã lâu không gặp   | Bên Nhau Trọn Đời OST                     |                                                        |                             |                                           |
| 2015 | Ngày mai           | Cô Gái Trên Cây Xa Kê OST                 |                                                        |                             |                                           |
| 2016 | Thiên Phú          | Cẩm Tú Vị Ương OST                        | Cùng với La Tấn Em muốn tìm anh Ost Thời Gian Đều Biết |                             |                                           |

| Năm  | Ca Sĩ                    | Ca Khúc                   |
| ---- | ------------------------ | ------------------------- |
| 2007 | Nhậm Hiền Tề             | Tình yêu Tru Tiên         |
| 2007 | Nhậm Hiền Tề             | Tru Tiên, Tôi đã quay lại |
| 2008 | Hoàng Duyệt              | Huynh Đệ                  |
| 2009 | Kiều Nhậm Lương          | Kim Cương                 |
| 2009 | Hồ Ca                    | Dám yêu hay không         |
| 2009 | Đường Yên                | Em đã hiểu                |
| 2009 | Đường Kha và Bạch Vũ Phi | Công chúa Bạch Tuyết      |

| Năm  | Tên Lễ trao giải/Giải thưởng                                                           | Hạng mục                                                             | Tác phẩm                        | Kết quả   |
| ---- | -------------------------------------------------------------------------------------- | -------------------------------------------------------------------- | ------------------------------- | --------- |
| 2001 | Hoa hậu toàn quốc                                                                      |                                                                      |                                 | Quán quân |
| 2002 |                                                                                        | 10 hoa khôi giảng đường                                              |                                 |           |
| 2006 | Trung Hoa châu bảo                                                                     | Ngôi sao châu Á                                                      |                                 | Đoạt giải |
| 2007 | "LHP Truyền hình Thượng Hải" - Giải thưởng Bạch Ngọc Lan lần thứ 13                    | Nữ diễn viên xuất sắc nhất                                           | Chia tay cũng là tình yêu       | Đề cử     |
| 2007 | "LHP Sinh Viên Bắc Kinh" lần thư 10                                                    | Nữ diễn viên xuất sắc nhất                                           | Chia tay cũng là tình yêu       | Đề cử     |
| 2007 | Tạp chí “Thời trang đàn ông”                                                           | Gương mặt trang bìa mới                                              |                                 | Đoạt giải |
| 2008 | Thế hệ mới của truyền hình                                                             | Nữ diễn viên có tiềm năng nhất                                       |                                 | Đoạt giải |
| 2008 | Người Nổi Tiếng do Forbes Trung Quốc bình chọn                                         | Nữ diễn viên có tiềm năng nhất                                       |                                 | Vinh danh |
| 2009 | "LHP Truyền hình Bắc Kinh” lần thứ 2                                                   | Diễn viên trẻ được biết đến nhiều nhất                               | Tiên Kiếm Kỳ Hiệp Truyện 3      | Vinh danh |
| 2009 | Bình chọn của tạp chí Variety (Mỹ)                                                     | Hope Star                                                            |                                 | Đoạt giải |
| 2009 | Bình chọn của tạp chí Vogue (Đài Loan)                                                 | Asian's Raising Star                                                 |                                 | Đoạt giải |
| 2010 | "LHP Truyền hình Sinh Viên Trung Quốc"                                                 | Nữ diễn viên được yêu thích nhất                                     | Tiên Kiếm Kỳ Hiệp Truyện 3      | Đề cử     |
| 2010 | Bình chọn của fan hâm mộ World Cup                                                     | Nữ diễn viên nổi tiếng nhất                                          |                                 | Đoạt giải |
| 2010 | Tiểu thiên hậu quyến rũ nhất                                                           |                                                                      |                                 | Đoạt giải |
| 2010 | Nữ vương thời thượng nhất                                                              |                                                                      |                                 | Đoạt giải |
| 2010 | LHP mùa xuân của Sohu                                                                  | Phim có lượt xem cao nhất trên mạng                                  | Tiên Kiếm Kỳ Hiệp Truyện 3      |           |
| 2011 | Quốc kịch thịnh điển 2011                                                              | Nữ diễn viên nổi tiếng nhất trên mạng (Đại Lục)                      | Ba Thiên Kim Nhà Họ Hạ          | Đoạt giải |
| 2011 | Quốc kịch thịnh điển 2011                                                              | Phim truyền hình dài tập xuất sắc nhất                               | Ba Thiên Kim Nhà Họ Hạ          |           |
| 2011 | Quốc kịch thịnh điển 2011                                                              | Phim truyền hình được kỳ vọng nhất                                   | Loạn Thế Giai Nhân              |           |
| 2011 | "Nhạc Thị Ảnh Thị Thịnh Điển" lần thứ 2                                                | Nữ diễn viên nội địa nổi tiếng nhất                                  |                                 | Đoạt giải |
| 2011 | "Nhạc Thị Ảnh Thị Thịnh Điển" lần thứ 2                                                | Phim truyền hình được nữ giới mong chờ nhất                          | Loạn Thế Giai Nhân              | Đoạt giải |
| 2011 | "LHP Truyền hình Sinh Viên Trung Quốc" lần thứ 2                                       | Nữ diễn viên có tỉ suất theo dõi cao nhất                            |                                 | Đề cử     |
| 2011 | "LHP Truyền hình Thế Hệ Mới" 2011                                                      | Nữ diễn viên truyền hình nổi tiếng nhất                              |                                 | Đoạt giải |
| 2011 | Thảm đỏ GRAZIA “Buổi lễ vinh danh của tạp chí thời trang” lần thứ 3                    | Gương mặt thời trang mới                                             |                                 | Đoạt giải |
| 2011 | Tứ đại mĩ nhân trong trang phục cổ trang (cùng với Dương Mịch, Lưu Thi Thi, Đồng Lệ Á) |                                                                      |                                 |           |
| 2011 | Giải trí truyền hình                                                                   | Phim xuất sắc nhất                                                   | Cao Thủ Như Lâm                 |           |
| 2011 | LHP mùa thu của Sohu                                                                   | Ý tưởng phim truyền hình kinh doanh sáng tạo nhất                    | Cao Thủ Như Lâm                 |           |
| 2012 | Quốc kịch thịnh điển 2012                                                              | Nữ diễn viên được truyền thông quan tâm                              | Loạn Thế Giai Nhân              | Vinh Danh |
| 2012 | "LHP Hoa Đỉnh (Hoa Đỉnh Thưởng)" lần thứ 11                                            | Nữ diễn viên xuất sắc nhất thể loại phim truyền thuyết - huyền huyễn | Loạn Thế Giai Nhân              | Đề cử     |
| 2012 | "Nhạc Thị Ảnh Thị Thịnh Điển" lần thứ 3                                                | Nữ diễn viên phim truyền hình xuất sắc nhất                          | Hiên Viên Kiếm - Thiên Chi Ngân | Đề cử     |
| 2012 | "Nhạc Thị Ảnh Thị Thịnh Điển" lần thứ 3                                                | Nữ diễn viên nội địa nổi tiếng nhất                                  | Hiên Viên Kiếm - Thiên Chi Ngân | Đoạt giải |
| 2012 | Kim Ưng                                                                                | Nữ Thần Kim Ưng                                                      |                                 | Đề cử     |
| 2012 | "LHP Hoa Đỉnh" lần thứ 32                                                              | Nữ diễn viên xuất sắc nhất thể loại phim truyền thuyết - huyền huyễn |                                 | Đề cử     |
| 2012 | "LHP Hoa Đỉnh" lần thứ 32                                                              | Minh Tinh Châu Á                                                     |                                 | Đoạt giải |
| 2012 | Giải thưởng thường niên “Ái kỳ nghệ” 2012                                              | Nữ diễn viên nội địa nổi tiếng nhất trên mạng                        | Đánh Thức Tình Yêu              | Đoạt giải |
|      | Giải thưởng thường niên “Ái kỳ nghệ” 2012                                              | Phim truyền hình vua của năm 2011                                    | Ba Thiên Kim Nhà Họ Hạ          |           |
| 2013 | “Quốc kịch thịnh điển” 2013                                                            | Nữ diễn viên bảo chứng thương hiệu                                   |                                 | Đoạt giải |
| 2013 | "Liên hoan Thần Tượng Châu Á" 2013                                                     | Nữ diễn viên nổi tiếng nhất năm                                      | Nữ Đặc Công X                   | Đoạt giải |
| 2013 | "LHP Truyền hình Sinh Viên Trung Quốc" lần thứ 4                                       | Nữ diễn viên có lượt xem truyền hình cao nhất                        | Nữ Đặc Công X                   | Đề cử     |
| 2013 | Danh sách người nổi tiếng của BQ Giang Nam                                             | Diễn viên nổi tiếng thường niên                                      |                                 | Vinh danh |
| 2013 | Danh sách ngôi sao thực lực của BQ                                                     | Nữ Minh Tinh Đột Phá Nhất Năm                                        | Nữ Đặc Công X                   | Đoạt giải |
| 2014 | "LHP Truyền hình Sinh Viên Trung Quốc" lần thứ 5                                       | Nữ diễn viên truyền hình được sinh viên yêu thích nhất               | Kim Ngọc Lương Duyên            | Đoạt giải |
| 2014 | "LHP Hoa Đỉnh (Hoa Đỉnh Thưởng)" lần thứ 13                                            | Nữ diễn viên xuất sắc nhất trong phim về đề tài cách mạng            | Nữ Đặc Công X                   | Đoạt giải |
| 2014 | "Quốc kịch thịnh điển" 2014                                                            | Cặp đôi màn ảnh được yêu thích nhất (cùng với Hoắc Kiến Hoa)         | Kim Ngọc Lương Duyên            | Đoạt giải |
| 2014 | "Thịnh điển tinh nguyệt gương mẫu” của Wynham                                          | Nữ diễn viên có sức ảnh hưởng nhất trong năm                         | Kim Ngọc Lương Duyên            | Đoạt giải |
| 2014 | Forbes                                                                                 | Người Nỗi Tiếng Quyền Lực Nhất Trung Quốc hạng 73                    |                                 | Khác      |
| 2015 | "Quốc kịch thịnh điển" 2015                                                            | Diễn viên Có Sức Hiệu Triệu truyền thông                             |                                 | Đoạt giải |
| 2015 | "Quốc kịch thịnh điển" 2015                                                            | Diễn viên Có Vai Diễn Được khán giả Yêu Thích                        | Bên Nhau Trọn Đời               | Đoạt giải |
| 2015 | Forbes                                                                                 | Người Nỗi Tiếng Quyền Lực Nhất Trung Quốc hạng 20                    |                                 | Khác      |
| 2015 | "LHP Hoa Đỉnh (Hoa Đỉnh Thưởng)" lần thứ 14                                            | Ngôi sao phim truyền hình được khán giả yêu thích                    |                                 | Đề cử     |
| 2015 | "LHP Hoa Đỉnh (Hoa Đỉnh Thưởng)" lần thứ 14                                            | Nữ Diễn viên xuất sắc nhất                                           | Bên Nhau Trọn Đời               | Đề cử     |
| 2015 | "LHP Hoa Đỉnh (Hoa Đỉnh Thưởng)" lần thứ 14                                            | Nữ Diễn viên xuất sắc nhất (Phim Đương Đại)                          | Bên Nhau Trọn Đời               | Đoạt giải |
| 2015 | "LHP Hoa Đỉnh (Hoa Đỉnh Thưởng)" lần thứ 14                                            | Nữ Diễn viên xuất sắc nhất (Phim Cận Đại)                            | Kim Ngọc Lương Duyên            | Đề cử     |
| 2015 | "LHP Hoa Đỉnh (Hoa Đỉnh Thưởng)" lần thứ 14                                            | Nữ Diễn viên xuất sắc nhất (Phim Hiện đại)                           | Hoạt Sắc Sinh Hương             | Đề cử     |
| 2015 | LHP quốc tế Trung Quốc tại London                                                      | Nữ diễn viên phụ xuất sắc nhất                                       | Lộ Thủy Hồng Nhan               | Đoạt giải |
| 2016 | Đêm LeEco 2015 tại Bắc Kinh                                                            | Nữ diễn viên nổi tiếng nhất                                          | Bên Nhau Trọn Đời               | Đoạt giải |
| 2016 | LHP Điện ảnh quốc tế Macao lần thứ 8                                                   | Nữ Diễn viên xuất sắc nhất                                           | Đại thoại Tây Du 3              | Đề cử     |
| 2016 | Giải thưởng Cosmo lần thứ 3                                                            | Thần tượng có ảnh hưởng nhất năm                                     |                                 | Đoạt giải |
| 2016 | LHP Truyền hình Nghệ thuật Kim Ưng                                                     | Nữ thần Kim Ưng                                                      |                                 | Đoạt giải |
| 2016 | Giải thưởng giải trí của Baidu                                                         | Nhân vật của năm                                                     |                                 | Đoạt giải |
| 2017 | Giải thưởng Youku 2016                                                                 | Màn trình diễn thăng tiến của năm                                    | Cẩm Tú Vị Ương                  | Đoạt giải |
| 2017 | Thời Trang Sohu                                                                        | Nữ diễn viên phim truyền hình của năm                                | Cẩm Tú Vị Ương                  | Đoạt giải |
| 2017 | Today's Headlines 2016                                                                 | Ngôi sao nổi tiếng nhất năm 2016                                     |                                 | Đoạt giải |
| 2017 | Đêm Weibo                                                                              | Nữ thần của năm                                                      |                                 | Đoạt giải |
| 2017 | Tecent                                                                                 | Nghệ sĩ vượt trội nhất năm                                           |                                 | Đoạt giải |